# Leonardo Di Lorenzo
Leonardo Di Lorenzo est un footballeur argentin, né le 20 mai 1981 à Buenos Aires. Il évolue au poste de milieu de terrain.

## Biographie
Leonardo Di Lorenzo a commencé sa carrière professionnelle, en 2000, avec San Lorenzo en Argentine. Dans le cadre d'un voyage de recrutement en Argentine au cours du mois de janvier 2006, l'entraineur-chef Nick de Santis a embauché le joueur avec l'Impact de Montréal.

## Statistiques
Statistiques avec l'Impact de Montréal (saisons régulières + séries éliminatoires)

| CLUB     | ANNÉE | PJ  | PD  | MIN   | B  | P  | PTS | C | E |
| -------- | ----- | --- | --- | ----- | -- | -- | --- | - | - |
| Montréal | 2006  | 21  | 18  | 1637  | 2  | 6  | 10  | 0 | 1 |
| Montréal | 2007  | 30  | 27  | 2475  | 3  | 4  | 10  | 1 | 0 |
| Montréal | 2008  | 26  | 23  | 2120  | 3  | 2  | 8   | 2 | 0 |
| Montréal | 2009  | 29  | 28  | 2241  | 1  | 4  | 6   | 2 | 0 |
| Montréal | 2010  | 30  | 27  | 2361  | 2  | 8  | 12  | 1 | 0 |
| TOTAL    | ----  | 136 | 123 | 10834 | 11 | 24 | 46  | 6 | 1 |

## Sources
- Impact de Montréal (Site officiel)
- Vallée, Patrick et al. – Guide de presse 2010. – Montréal : Impact de Montréal, 2010. – 128 p.
- Vallée, Patrick et al. – Programme souvenir 2010. – Montréal : Impact de Montréal, 2010. – 84 p.